# Hans Adolph Ahlefeldt (gehejmeråd)
 Der er flere personer med dette navn, se Hans Adolph Ahlefeldt.
Hans Adolph (von) Ahlefeldt (24. oktober 1679 – 3. oktober 1761) var en dansk gehejmeråd.
Han var en søn af Joachim Ahlefeldt (død 1717) og skrev sig til Bukhavn, Prisholt og Raskenberg. Han blev kgl. landråd og kammerherre, var 1711-14 gesandt i Berlin, fik 1714 Dannebrogordenen, blev 1729 gehejmeråd, 1739 gehejmekonferensråd og 1752 Ridder af Elefanten. 1715 ægtede han Dorothea Krag (1675-1754), en datter af Mogens Krag. Hun havde først været gift med baron Jens Juel, derefter med Christian V's søn Christian Gyldenløve (d. 1703). Det skal derfor have vakt hendes kongelige svoger Frederik IV's misfornøjelse, at hun nu for tredje gang ville gifte sig med en simpel adelsmand; men med en hentydning til Ahlefeldternes og Gyldenløvernes våbner skal hun have svaret, at hun foretrak en levende hund for en død løve. Hun bragte sin mand Gisselfeld, som hun imidlertid ikke ejede, men hvis indtægter var overladt hende for livstid. Hans forsøg på at beholde ejendommen efter hendes død mislykkedes derfor. Begge var de meget ødsle, og ved sin død, der indtraf 3. oktober 1761, efterlod han sig en prioriteret gæld på 147.211 rigsdaler og en formue på blot 1.148 rigsdaler.